# Ка-90
Ка-90 (Ка-100) — проект российского сверхскоростного реактивного вертолёта конструкторского бюро имени Н. И. Камова.

## История
Впервые концепт-модель данного вертолёта показана во время международной выставки «HeliRussia-2008», которая состоялась в МВЦ «Крокус Экспо». Интересный факт - во время выставки его переименовали из Ка-100 в Ка-90.

## Конструкция, взлёт и посадка Ка-90
Ка-90 — первый в мире вертолёт с такой концепцией. Это совершенно новая техническая схема.
Взлёт проходит таким способом — вертолёт поднимается с земли с помощью жёстких и укороченных винтов. Набирает скорость 400 км/ч, потом включается турбореактивный двухконтурный двигатель, разгоняющий аппарат до 700—800 км/ч. Затем винты автоматически складываются в футляре на «спине» вертолёта.
Когда надо заходить на посадку, винты снова раскладываются, реактивный двигатель выключается, и машина приземляется в обычном режиме.

## Тактико-технические характеристики
Технические характеристики
- Экипаж: 2 человека
- Длина:
- Диаметр несущего винта: около 8 м
- Высота:
- Силовая установка:  ×

Лётные характеристики
- Максимальная скорость:  800 км/ч
- Крейсерская скорость: 400 км/ч

## Галерея

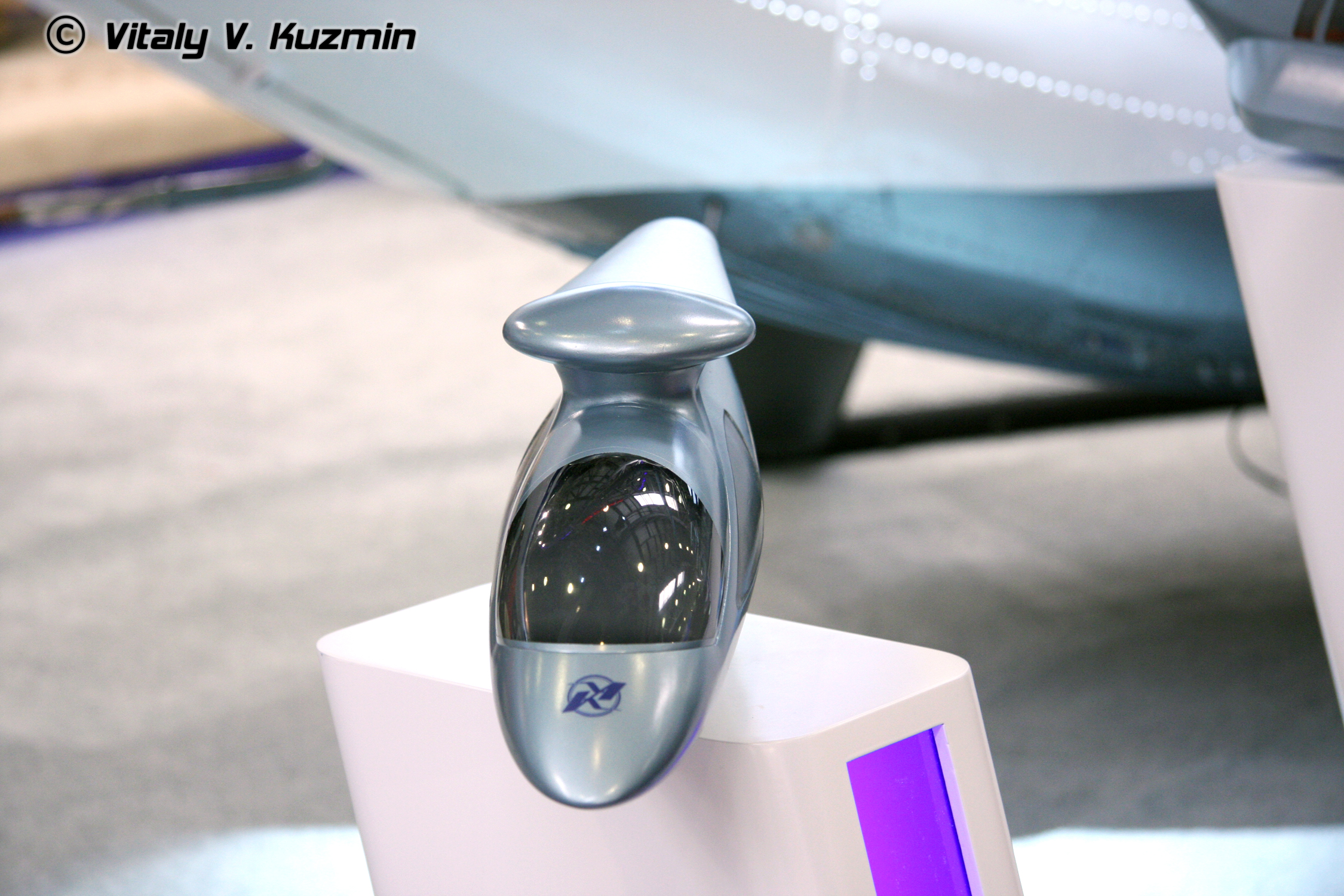
Вид на мини модель Ка-90 спереди.
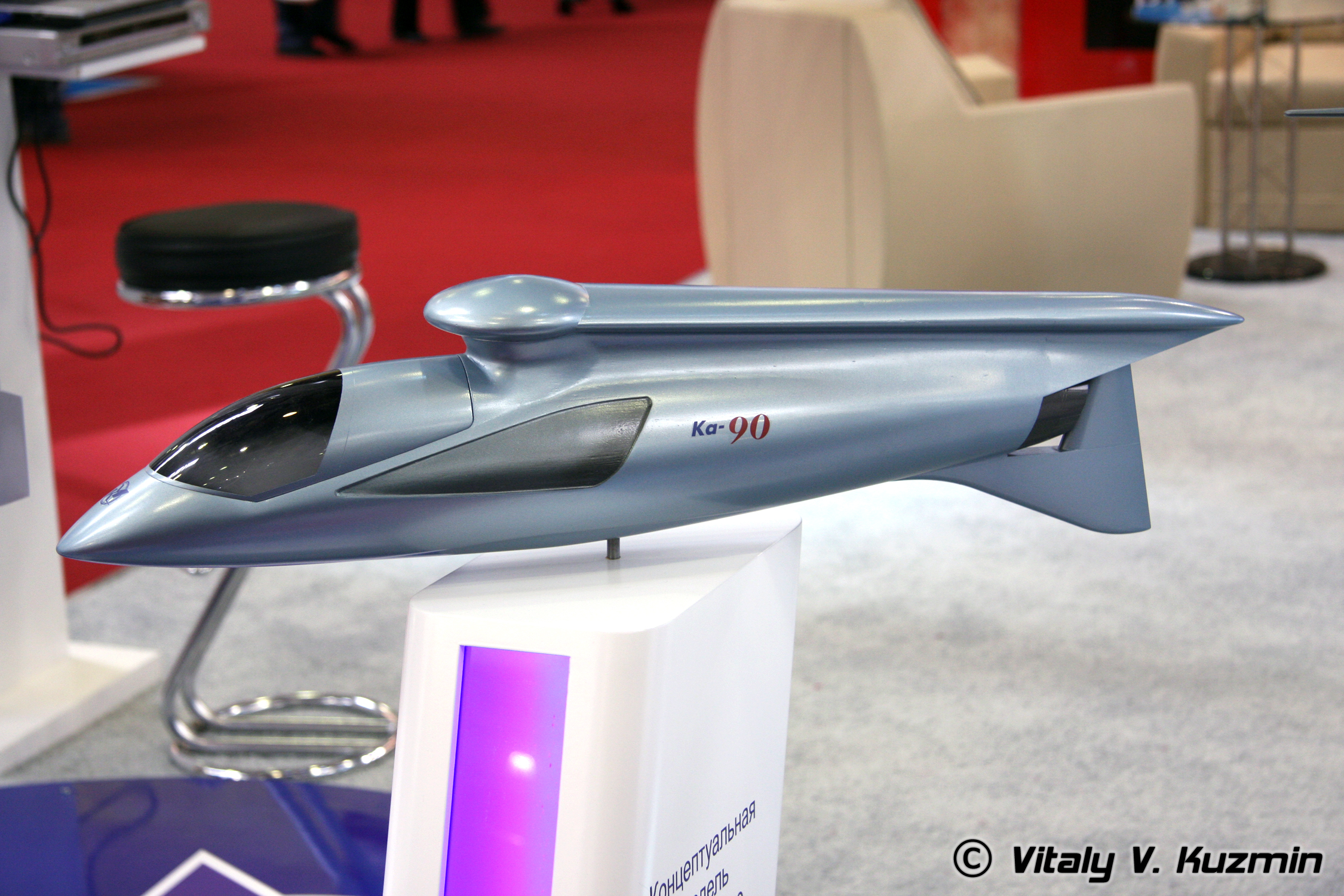
Мини модель Ка-90 на выставке. Вид сбоку.